# Cimayang (Pamijahan)
Cimayang is een bestuurslaag in het regentschap Bogor van de provincie West-Java, Indonesië. Cimayang telt 6460 inwoners (volkstelling 2010).